# UFC Fight Night: Florian vs. Lauzon
UFC Fight Night: Florian vs. Lauzon（ユーエフシー・ファイトナイト：フロリアン・バーサス・ローゾン、別名UFC Fight Night 13）は、アメリカ合衆国の総合格闘技団体「UFC」の大会の一つ。2008年4月2日、コロラド州ブルームフィールドのブルームフィールド・イベント・センターで開催された。

## 大会概要
出場が予定されていたスペンサー・フィッシャーは肩の負傷により欠場となり、2008年3月20日、フィッシャーに代わってライアン・ロバーツの出場が決定した。また、マット・ハミルとの対戦が予定されていたステファン・ボナーも欠場となった。
メインイベントのケニー・フロリアンとジョー・ローゾンのライト級マッチでは、フロリアンがローゾンにTKO勝ちした。
プロデビュー以来9連勝中であったフランク・エドガーは、グレイ・メイナードに0-3の判定負けでキャリア初黒星を喫した。

## 試合結果

### プレリミナリィカード
第1試合 ウェルター級 5分3R
○  アンソニー・ジョンソン vs.  トミー・スピアー ×
1R 0:51 KO（スタンドパンチ連打）
第2試合 ウェルター級 5分3R
○  ジョージ・ソテロポロス vs.  ローマン・ミティチャン ×
2R 2:24 TKO（レフェリーストップ：マウントパンチ）
第3試合 ライト級 5分3R
○  クレイ・グイダ vs.  サミー・スチアボ ×
1R 4:15 TKO（レフェリーストップ：パウンド）
第4試合 ライト級 5分3R
○  マニー・ガンブリャン vs.  ジェフ・コックス ×
1R 1:41 フロントチョーク
第5試合 ライト級 5分3R
○  マーカス・アウレリオ vs.  ライアン・ロバーツ ×
1R 0:16 腕ひしぎ十字固め
第6試合 ライト級 5分3R
○  ジョシュ・ニアー vs.  ディン・トーマス ×
3R終了 判定3-0（30-27、30-27、30-27）

### メインカード
第7試合 ライトヘビー級 5分3R
○  ジェームス・アーヴィン vs.  ヒューストン・アレクサンダー ×
1R 0:08 KO（右スーパーマンパンチ）
第8試合 ライト級 5分3R
○  ネイサン・ディアス vs.  カート・ペレグリーノ ×
2R 3:06 三角絞め
第9試合 ライトヘビー級 5分3R
○  マット・ハミル vs.  ティム・ボッシュ ×
2R 1:25 TKO（レフェリーストップ：マウントパンチ）
第10試合 ウェルター級 5分3R
○  チアゴ・アウベス vs.  カロ・パリジャン ×
2R 0:34 TKO（レフェリーストップ：膝蹴り→パウンド）
第11試合 ライト級 5分3R
○  グレイ・メイナード vs.  フランク・エドガー ×
3R終了 判定3-0（30-27、30-27、30-27）
第12試合 ライト級 5分3R
○  ケニー・フロリアン vs.  ジョー・ローゾン ×
2R 3:28 TKO（レフェリーストップ：パウンド）

### 各賞
ファイト・オブ・ザ・ナイト： ケニー・フロリアン vs. ジョー・ローゾン
ノックアウト・オブ・ザ・ナイト： ジェームス・アーヴィン
サブミッション・オブ・ザ・ナイト： ネイサン・ディアス
各選手にはボーナスとして20,000ドルが支給された。